# Sancho II Sánchez
Sancho II Sánchez ou Sancho II Sanchez Mitarra ou Sans II Sancion ou ainda Sanche II Sanche da Gasconha (c. 810 - 864) sucedeu seu irmão Aznar Sánchez (conde de Auch e Fezenac) como conde da Vasconia Citerior (Gasconha) em 836, apesar das objeções de Pepino I da Aquitânia, rei da Aquitânia.
Após a morte de Pepino I em 838, a confusão envolveu sul da Gália. Os condes locais elegeram Pepino II da Aquitânia como seu rei, mas imperador Luís, o Pio, pediu por sua esposa Judite da Baviera, reivindicando desta forma o seu vasto domínio em Worms em maio 839, abrangendo assim a Aquitânia, a Gasconha e à Septimânia, sendo que requeira o os territórios Espânicos para o seu filho mais novo, Carlos II de França "o Calvo".
Luís, o Pio enviou um exército imperial a Limusino e instalou seu filho em Poitiers. Os partidários de Pepino II foram derrotados e Luís passou a designar-se como senhor dos novos territórios.

## Relações familiares
Foi filho de Sancho Lopo (c. 780 - 816) e de N... Galindes (c. 790 -?), filha de Galindo de Aragão, conde de Aragão (c. 760 -?). De uma senhora cujo nome a história não regista foi pai de:
1. Urraca Sanchez da Gasconha (c. 830 -?) que foi uma das 4 esposas de Garcia Íñiguez de Pamplona ou também Garcia I Íñiguez (em árabe:  قرسية بن ونقه البشكنشي, Garsiya ibn Wannaqo al Baškuniši) (c. 805 — 870) foi Rei de Pamplona entre 851|2
2. Sancho III Sanchez Mitarra  "o Novo"  (? — 845) em Língua basca: Antso, Sanzio, Santio, Sanxo, Santzo, Santxo, ou Sancio; em francês: Sanche; em Gascão: Sans), chamado "Mitarra" (do Árabe para "terror" ou "terrível"), Menditarra, que Duque da Gasconha[4] e casado com Sancha Galindes.